# Coupé Cloué
Jean Gesner Henry, surnommé Coupé Cloué (né le 10 mai 1925 à Léogâne et décédé le 29 janvier 1998), est un footballeur et musicien haïtien. Gesner Henry est connu sous le nom de Coupé Cloué, un surnom qu'il acquiert à la suite de son jeu au football comme défenseur au sein du club Aigle Noir AC, grand club de football de Port-au-Prince.

## Biographie
Né à Léogâne, il commence sa carrière de musicien comme guitariste à Port-au-Prince en 1951, alors influencé par la musique cubaine. En 1957, il forme le Trio Crystal, renommé le Trio Select. Ils jouent leur propre version de twoubadou dans les clubs et les fêtes de Port-au-Prince. Le twoubadou est un style musical basé sur les sons importés à Haïti par les coupeurs de canne à sucre haïtiens qui avaient travaillé à Cuba. Le premier groupe de Coupé, Trio Select, jouait un mélange de jazz, merengue haïtien et de rythmes folkloriques et contribue à populariser l'usage de la guitare en Haïti dans les années 1950 et 1960. Trio Select se compose de Coupé lui-même, un deuxième guitariste et un joueur de maracas. Un nom plus commun pour les maracas en Haïti est le « tcha-tcha ». 
Le groupe donne des prestations dans de petites fêtes et finalement, en 1960, il sort son premier album, Trio Select, qui avait une formule rythmique apparentée au compas (kompa) mais retient le rythme cubain.  La grande popularité de Coupé Cloué auprès du public haïtien tenait à la qualité de ses textes, pleins de jargons courants, avec doubles sens et plaisanteries. Comme le groupe a grandi dans les années 1970, il change son nom de Trio Select en Ensemble Select. Lors de sa première tournée en Afrique en 1975, Coupé Cloué découvre à la République du Congo que le soukous local avait une similarité au propre son du groupe. C'est à ce moment-là que Coupé Cloué se voit attribuer le titre de « Roi Coupé Cloué » par les fans locaux. 
Coupé Cloué produit plus de trente albums pour plusieurs maisons de productions haïtiennes au cours de ses trente années comme interprète. Son homogénéité et la productivité sont des accomplissements dans un pays où la musique était témoin de changements radicaux, avec la venue des groupes de mini-jazz influencé par le rock vers la fin des années 1960, aux grandes sections de cuivres pendant les années 1970 et au synthétiseur et à la révolution électronique des années 1980. Plus récemment[Quand ?], le compas est mis au défi en Haïti par les styles racines et un mouvement de « la nouvelle génération ».
Pendant que plusieurs artistes quittaient Haïti pour la sécurité relative de communautés haïtiennes aux États-Unis et au Canada, Coupé Cloué reste à la maison.  Au milieu des années 1990, il lui est diagnostiqué du diabète. Il donne son dernier spectacle en décembre 1997 et décède un mois plus tard, le 29 janvier 1998.

## Discographie
- 1970 : Plein calle
- 1971 : Haïti vol.2
- 1972 : Gro banbou
- 1973 : Cribiche
- 1975 : Map di
- 1977 : Preacher
- 1978 : L'Essentiel
- 1979 : World of
- 1980 : Back to roots
- 1981 : Abseloutment
- 1981 : Couci-couça
- 1982 : En dedans
- 1983 : 25th anniversaire
- 1983 : Antan'n pou antan'n nou
- 1983 : Ca fe map peye
- 1984 : 5 Continents
- 1985 : Mme Marcel
- 1986 : Malingio
- 1987 : Bel mariage
- 1988 : Racines
- 1989 : Coupe cloue-bèl mè
- 1991 : Full tank
- 1992 : Femme ce poto fe
- 1993 : Ti tete la
- 1997 : 40th anniversary